# Досталь, Рудольф
Рудольф Досталь (Rudolf Dostál; 18 марта 1885, Проруба-у-Польштина, Австро-Венгрия — 19 августа 1973, Брно, Чехословакия) — чехословацкий физиолог растений.

## Биография
Родился 18 марта 1885 года в селе Проруба-у-Польштина. В 1903 году поступил в Карловый университет, который он окончил в 1908 году. Благодаря его успешным показателям в учёбе, он вместе с дипломом также получил и степень доктора философии. Он дважды был избран профессором — сначала Высшей ветеринарной школы (в должности работал 5 лет с 1928 по 1933 год), затем Высшей сельскохозяйственной школы (в должности работал 27 лет с 1933 по 1960 год) в Брно. С 1960 года на пенсии.
Скончался 19 августа 1973 года в Брно.

## Научные работы
Основные научные работы посвящены экспериментальной морфологии растений. Изучал явление корреляции органов растений. Исследовал фитогормоны и ядовитые вещества растений. Открыл зооспоры у зелёных водорослей рода Caulepra.

## Членство в обществах
- 1952-73 — Член-корреспондент Чехословацкой АН.
- 1953-73 — Член Чехословацкой академии сельскохозяйственных наук.